# Kononfla
Kononfla est une localité du centre-ouest de la Côte d'Ivoire et appartenant au département de Sinfra, dans la Région de la Marahoué. La localité de Kononfla est un chef-lieu de commune.

## Religion de la marahoué
La ville dispose d'une paroisse, la paroisse Notre-Dame-de-l'Assomption, au sein du diocèse de Daloa.